# Louis-Jean-Marie Daubenton
Louis-Jean-Marie Daubenton, född 29 maj 1716 i Montbard, död 1 januari 1800 i Paris, var en fransk läkare och naturforskare.
Daubenton studerade medicin i Paris och blev praktiserande läkare i sin födelsestad. På Georges-Louis Leclerc de Buffons initiativ återvände han 1742 till den franska huvudstaden, där han anställdes som konservator vid Muséum d’histoire naturelle i Jardin des plantes samt 1744 blev ledamot av Académie des sciences och föreståndare för nämnda museum, som fick högt anseende under hans ledning. År 1778 erhöll han professors titel i zoologi vid Collège de France, blev 1783 professor i Alfort, 1793 vid mineralogiska museet och 1795 vid universitetet i Paris.
Han var under lång tid Buffons assistent vid utgivningen av dennes Histoire naturelle générale et particuliére, avec la description du cabinet du roi, ett samarbete som visar sig i de talrika, förträffliga anatomiska iakttagelser, som finns i de band som behandlar däggdjuren. I övrigt var han mångsidig och intresserade sig för bland annat mineralogi, växtfysiologi och lantekonomi. Det var hans förtjänst att de finulliga merinofåren infördes i Frankrike.
År 1799 blev han medlem av senaten och dog av ett slaganfall under en sammankomst där. År 1864 restes en staty över honom i Jardin d’acclimatation i Paris.

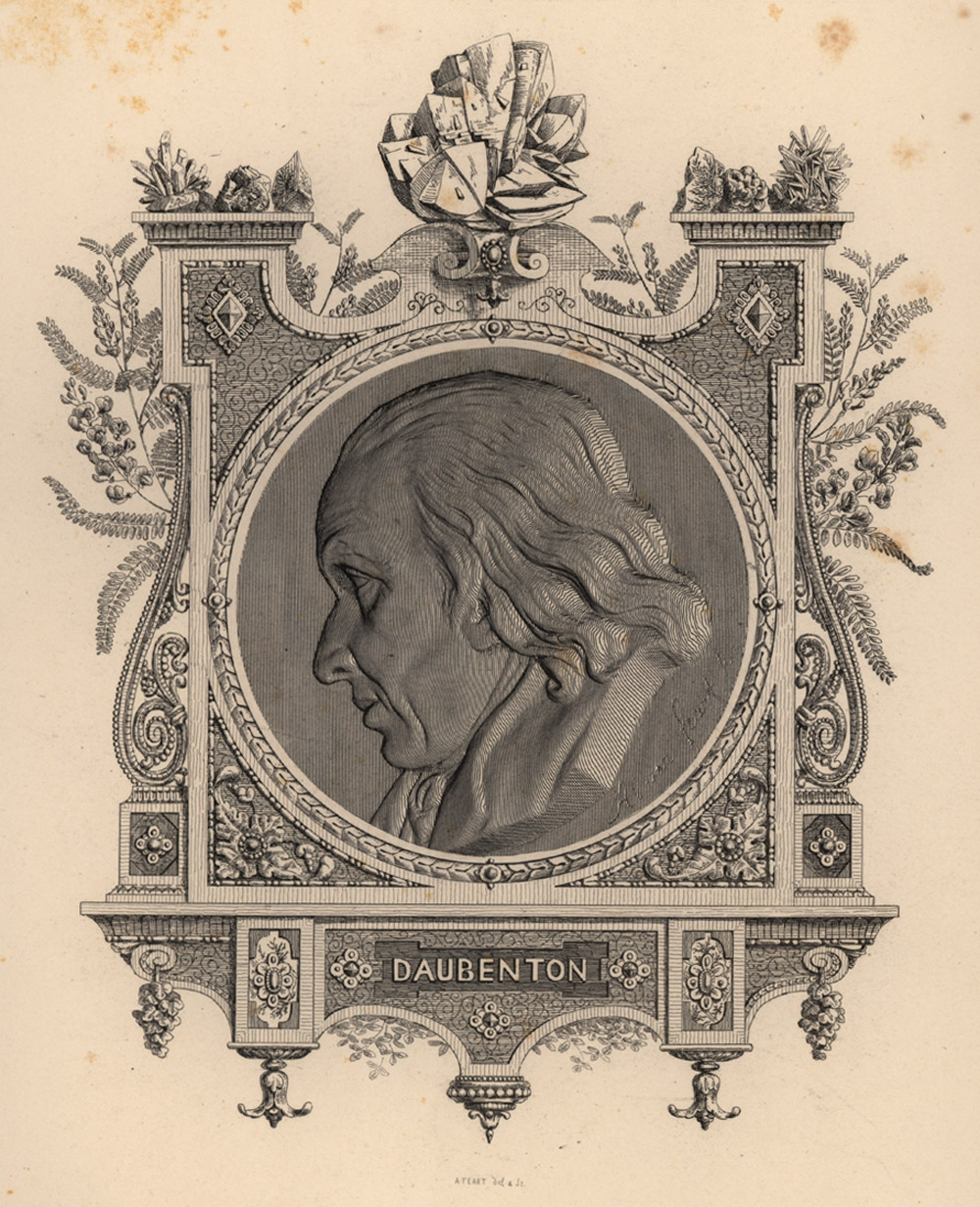
Louis-Jean-Marie Daubenton